# TAAMO
TAAMO（日语：タアモ，1月26日—），日本漫畫家。

## 經歷
大阪府出身。2001年作品刊登於《DELUXE別冊少女Comic》10月號而出道，以幼時的小名做為自己筆名。
2014年以《太陽之家》榮獲第38屆講談社漫畫賞的少女部門賞 。

## 作品列表
- 帶我去月球（日语：初恋ロケット）（2005年、小學館 フラワーコミックス、全1冊）、尖端出版
- 少女的憂鬱（日语：少女のメランコリー）（2006年、小學館 フラワーコミックス、全1冊）、尖端出版
- 愛情悄悄話（日语：あのこと ぼくのいえ）（2006年、小學館 フラワーコミックス、全1冊）、尖端出版
- 戀戀澡堂情（日语：いっしょにおふろ）（2007年、小學館 フラワーコミックス、全1冊）、尖端出版
- 我是新嫁娘。（日语：吾輩は嫁である。）（2007年、小學館 フラワーコミックス、全1冊）、尖端出版
- 戀月夜的秘密情事（日语：恋月夜のひめごと）（2008年、小學館 フラワーコミックス、全1冊）、尖端出版
- 拜託了、老師。（日语：お願い、せんせい）（2008年、小學館 フラワーコミックス、全1冊）、尖端出版
- 愛的秘密攻防戰（日语：ライフル少女）（2008年、小學館 フラワーコミックス、全1冊）、尖端出版
- 太陽之家（日语：たいようのいえ）（講談社《Dessert》2010年6月号～2015年3月号、KCデザート、全13冊）、長鴻出版社
- 司努司姆姆力克的戀人（日语：スヌスムムリクの恋人） - 原作：野島伸司（2010年、小學館 フラワーコミックス、全2冊）、尖端出版
- 戀愛禁止！漫畫家助手也想談戀愛（日语：アシさん）（小學館《月刊flowers》2011年11月号～2015年7月号、フラワーコミックスα、全3冊）、尖端出版

## 外部連結
- ラム （页面存档备份，存于） - 本人によるウェブサイト。
- TAAMO的X（前Twitter）